# ビル・フィンリー
ビル・フィンリー (William James Finley ：ウィリアム・ジェームズ・フィンリー、1863年10月4日 - 1912年10月6日) は、アメリカ合衆国ニューヨーク州ニューヨーク出身のプロ野球選手である。

## 経歴
1886年7月12日にメジャーデビューを果たしたが、同年9月27日がフィンリーにとってのメジャー最終戦となった。13試合に出場し、ヒットを8本放って5打点を記録した。守備面では、8試合の捕手守備で3失策・守備率.912という成績を残した。
1912年、自身の誕生日を迎えた直後の10月6日に亡くなり、ニューヨーク州のウッドサイドにあるカルバリー・セメトリー (Calvary Cemetery) に埋葬された。
投打の利き腕や出場した試合については未詳である。

## 詳細情報

### 年度別打撃成績
| 年 度     | 球 団     | 試 合 | 打 席 | 打 数 | 得 点 | 安 打 | 二 塁 打 | 三 塁 打 | 本 塁 打 | 塁 打 | 打 点 | 盗 塁 | 盗 塁 死 | 犠 打 | 犠 飛 | 四 球 | 敬 遠 | 死 球 | 三 振 | 併 殺 打 | 打 率 | 出 塁 率 | 長 打 率 | O P S |
| --------- | --------- | ----- | ----- | ----- | ----- | ----- | -------- | -------- | -------- | ----- | ----- | ----- | -------- | ----- | ----- | ----- | ----- | ----- | ----- | -------- | ----- | -------- | -------- | ----- |
| 1886      | NYG       | 13    | 45    | 44    | 2     | 8     | 0        | 0        | 0        | 8     | 5     | 2     | -        | -     | -     | 1     | -     | -     | 8     | -        | .182  | .200     | .182     | .382  |
| 通算：1年 | 通算：1年 | 13    | 45    | 44    | 2     | 8     | 0        | 0        | 0        | 8     | 5     | 2     | -        | -     | -     | 1     | -     | -     | 8     | -        | .182  | .200     | .182     | .382  |

- 「-」は公式記録なし。